# Conférence épiscopale de Slovaquie
La Conférence épiscopale de Slovaquie (en slovaque : Konferencia biskupov Slovenska, abrégé KBS) est une conférence épiscopale de l’Église catholique qui réunit les ordinaires de Slovaquie.
La conférence est représentée à la Commission des épiscopats de l’Union européenne (COMECE). Son président participe également au Conseil des conférences épiscopales d’Europe (CCEE), avec une petite quarantaine d’autres membres.

## Membres
La conférence est constituée des évêques titulaires (dont les archevêques et les évêques auxiliaires) des huit diocèses (dont trois archidiocèses) de rite latin, des trois éparchies situées dans le pays (dont une archéparchie) de l’Église grecque-catholique slovaque, et de l’ordinaire militaire de Slovaquie, soit une quinzaine de membres :
- Peter Beňo (sk), évêque auxiliaire de Nitra (de)[5] ;
- Bernard Bober, archevêque métropolitain de Košice[6] ;
- Cyril Vasiľ, éparque de Košice[7],[8] ;
- Marek Forgáč (sk), évêque auxiliaire de l’archidiocèse de Košice[9] ;
- Tomáš Galis (sk), évêque titulaire de Žilina (de)[10] ;
- Jozef Haľko (sk), évêque auxiliaire de l’archidiocèse de Bratislava[11] ;
- Marián Chovanec (sk), évêque titulaire de Banská Bystrica (sk)[12] ;
- Viliam Judák (sk), évêque titulaire de Nitra (de)[13] ;
- Ján Kuboš (sk), évêque « auxiliaire » du diocèse de Spiš[14], privé d’évêque titulaire depuis le décès de Štefan Sečka (sk) le 28 octobre 2020 ;
- Ján Orosch (sk), archevêque de Trnava[15] ;
- František Rábek (sk), ordinaire militaire de Slovaquie[16] ;
- Peter Rusnák (sk), éparque de Bratislava et administrateur apostolique de l’archéparchie de Prešov[17] ;
- Stanislav Stolárik (sk), évêque titulaire de Rožňava[18] ;
- Stanislav Zvolenský (sk), archevêque métropolitain de Bratislava[19].

Les évêques émérites ne sont pas membres, mais sont invités aux réunions, :
- Ján Babjak, archéparque émérite de Prešov[22] ;
- Róbert Bezák, archevêque émérite de Trnava[23] ;
- Milan Chautur, éparque émérite de Košice[24] ;
- Andrej Imrich (sk), évêque émérite de Spiš[25] ;
- Ján Sokol (sk), archevêque émérite de Trnava[26] ;
- Alojz Tkáč (sk), archevêque émérite de Košice[27].

## Historique
L’Église catholique s’organise sur le territoire de la Slovaquie dans la première moitié du XXe siècle, mais la Seconde Guerre mondiale puis la période communiste viennent casser ces efforts. Une première conférence épiscopale est créée pour la fugace République fédérale tchèque et slovaque. À l’apparition de la Slovaquie le 1er janvier 1993, une demande est faite au Saint-Siège pour diviser la conférence ; cela se fait rapidement, et la Conférence épiscopale de Slovaquie est approuvée le 23 mars 1993. La première réunion — les évêques faisant encore partie par ailleurs de la conférence épiscopale commune —, a lieu les 19 et 20 janvier 1993 à Nitra, en présence du nonce apostolique qui avait négocié la séparation, Giovanni Coppa, et de quatorze évêques.
La version actuelle des statuts de la conférence épiscopale a été approuvée le 21 juin 2000.

## Sanctuaires
La conférence épiscopale a désigné un sanctuaire national, la basilique Notre-Dame-des-Sept-Douleurs de Šaštín.